# منتقد (فیلم ۲۰۲۳)
منتقد (انگلیسی: The Critic) یک درام تاریخی دلهره‌آور بریتانیایی است که در سال ۲۰۲۳ منتشر شد.

## گزیدهٔ بازیگران
- ایان مک‌کلن
- جما آرترتون
- مارک استرانگ
- لسلی منویل
- رامالا گری
- بن بارنز
- آلفرد ایناک
- نیکش پاتل
- کلر اسکینر
- ربه‌کا کتینگز